# Bryocamptus (Bryocamptus) nenggaoensis
Bryocamptus (Bryocamptus) nenggaoensis is een eenoogkreeftjessoort uit de familie van de Canthocamptidae. De wetenschappelijke naam van de soort is voor het eerst geldig gepubliceerd in 2010 door Young.